# Ulrike Engelke
Ulrike Engelke (* 1941 in Gleiwitz) ist eine deutsche Flötistin, Musikpädagogin und Autorin sowie künstlerische Leiterin der Akademie für Alte Musik in Baden-Württemberg.

## Leben und Wirken
Engelke studierte an der Hochschule für Musik Freiburg Querflöte und im Nebenfach Blockflöte, Viola und Gesang. Nach dem Staatsexamen als Musiklehrerin 1965 folgte ein Aufbaustudium bei dem Flötisten Aurèle Nicolet. In den Jahren bis 1978 spezialisierte sie sich auf Alte Musik des 17. und 18. Jahrhunderts und Traversflöte.
Sie unterrichtete von 1976 bis 1990 an der Musikhochschule Trossingen und ab 1990 an der Musikhochschule Dresden. Von 1986 bis 1992 wirkte sie als Dozentin für Travers- und Blockflöte an der Internationalen Sommerakademie für Alte Musik in Innsbruck. Zudem war sie von 1993 bis 1997 Gastprofessorin für Traversflöte, Blockflöte und Aufführungspraxis an der Tynska Skola der Prager Karls-Universität. Darüber hinaus gab sie Meisterkurse für Travers- und Blockflöte in Deutschland, Israel, den USA sowie in Valtice und in Wrocław.
1992 initiierte Engelke die Gründung der Dresdner Akademie für Alte Musik, die in  Barockinstrumenten und historischer Aufführungspraxis ausbildete. Engelke wirkte dort bis 2004 als Direktorin, künstlerische Leiterin und Dozentin für die Travers- und Blockflötenklasse. Die Akademie veranstaltete Orchester- und Kammerkonzerte unter Leitung von Simon Standage und Ulrike Engelke in der Region Dresden, Görlitz und der Oberlausitz.
Nach der Übersiedelung der Akademie im Jahr 2004 nach Altdorf erfolgte eine Umbenennung in Akademie für Alte Musik in Baden-Württemberg. Engelke ist weiterhin musikalische Leiterin und Geschäftsführerin der Akademie. Die Akademie organisiert Konzerte in Süddeutschland und im Ausland.

## Veröffentlichungen
- Musik und Sprache, Interpretation der Frühen Musik nach überlieferten Regeln, Agenda Verlag Münster 2012, ISBN 978-3-89688-479-4.[7]
- Melodie als Klangrede in der Musik des 17./18. Jahrhunderts, Agenda Verlag 2018, ISBN 978-3-89688-604-0.[8]